# Rony Huys
Rony Huys (Deinze, 17 maart 1961) is een Vlaams bioloog, werkzaam in het Natural History Museum (Londen).
Professor Huys studeerde aan de Rijksuniversiteit Gent en werkte er van 1984 tot 1988 als assistent-onderzoeker. De vier daaropvolgende jaren was hij actief in het CEME (Yerseke, Nederland). Sinds 1992 is professor Huys werkzaam in het Natural History Museum (Londen) als navorser.
- International Standard Name Identifier: 0000 0000 4989 0578
- Library of Congress Control Number: nr92031015
- Nederlandse Thesaurus van Auteursnamen: 107757052
- ORCID: 0000-0003-2411-7003
- Système universitaire de documentation: 033085994
- Semantic Scholar: 7003848
- Virtual International Authority File: 66550807